# Noriyuki Haga
Noriyuki Haga, född 2 mars, 1975, också kallad Nitro-Nori, är en japansk roadracingförare.
Haga är en av de största profilerna i Superbike-VM där han kör för Yamaha Italia, men han har också kört GP-racing för Yamaha i 500GP (2001) och Aprilia i MotoGP (2003).
2000 kom Haga 2:a i Superbike-VM på den legendariska Yamaha YZF-R7, men många ansåg honom som den moraliske världsmästaren då han diskvalificerades en tävlingshelg och var avstängd ytterligare en efter att av misstag tagit medicin innehållande efedrin.
2006 kom han trea i Superbike-VM på en Yamaha YZF-R1 efter Troy Bayliss och James Toseland.
2007 tog Haga en andraplats i Superbike-VM bara två poäng efter James Toseland. Haga vann båda racen sista tävlingshelgen på Magny-Cours-banan, men det räckte inte eftersom Toseland kom sjua och sexa. Säsongen 2008 tog Haga 7 heatsegrar, men nollade för ofta, vilket gav en slutlig tredjeplats i VM-tabellen.

## Segrar World Superbike
| Nr | Bana           | Heat | År   |
| -- | -------------- | ---- | ---- |
| 1  | Sugo           | 2    | 1997 |
| 2  | Phillip Island | 2    | 1998 |
| 3  | Donington Park | 1    | 1998 |
| 4  | Donington Park | 2    | 1998 |
| 5  | Laguna Seca    | 2    | 1998 |
| 6  | Sugo           | 2    | 1998 |
| 7  | Albacete       | 1    | 1999 |
| 8  | Hockenheim     | 2    | 2000 |
| 9  | Valencia       | 1    | 2000 |
| 10 | Laguna Seca    | 1    | 2000 |
| 11 | Assen          | 2    | 2000 |
| 12 | Valencia       | 2    | 2004 |
| 13 | Ochsersleben   | 1    | 2004 |
| 14 | Silverstone    | 1    | 2004 |
| 15 | Brands Hatch   | 1    | 2004 |
| 16 | Brands Hatch   | 2    | 2004 |
| 17 | Magny-Cours    | 2    | 2004 |
| 18 | Brno           | 2    | 2005 |
| 19 | Brands Hatch   | 2    | 2005 |
| 20 | Brands Hatch   | 2    | 2006 |
| 21 | Donington Park | 2    | 2007 |
| 22 | Monza          | 1    | 2007 |
| 23 | Monza          | 2    | 2007 |
| 24 | Lausitzring    | 1    | 2007 |
| 25 | Magny-Cours    | 1    | 2007 |
| 26 | Magny-Cours    | 2    | 2007 |
| 27 | Valencia       | 2    | 2008 |
| 28 | Monza          | 2    | 2008 |
| 29 | Nürburgring    | 1    | 2008 |
| 30 | Nürburgring    | 2    | 2008 |
| 31 | Vallelunga     | 1    | 2008 |
| 32 | Vallelunga     | 2    | 2008 |
| 33 | Magny-Cours    | 1    | 2008 |
| 34 | Phillip Island | 1    | 2009 |